# Lemuy
Lemuy est une commune française située dans le département du Jura, dans la région culturelle et historique de Franche-Comté et la région administrative Bourgogne-Franche-Comté.

## Géographie

### Climat
Pour des articles plus généraux, voir Climat de la Bourgogne-Franche-Comté et Climat du département du Jura.
En 2010, le climat de la commune est de type climat de montagne, selon une étude du Centre national de la recherche scientifique s'appuyant sur une série de données couvrant la période 1971-2000. En 2020, Météo-France publie une typologie des climats de la France métropolitaine dans laquelle la commune est dans une zone de transition entre le climat semi-continental et le climat de montagne et est dans la région climatique  Jura, caractérisée par une forte pluviométrie en toutes saisons (1 000 à 1 500 mm/an), des hivers rigoureux et un ensoleillement médiocre. 
Pour la période 1971-2000, la température annuelle moyenne est de 8,5 °C, avec une amplitude thermique annuelle de 16,5 °C. Le cumul annuel moyen de précipitations est de 1 569 mm, avec 13,6 jours de précipitations en janvier et 10,4 jours en juillet. Pour la période 1991-2020, la température moyenne annuelle observée sur la station météorologique de Météo-France la plus proche, « Coulans », sur la commune d'Éternoz à 13 km à vol d'oiseau, est de 10,5 °C et le cumul annuel moyen de précipitations est de 1 259,2 mm. 
La température maximale relevée sur cette station est de 38,7 °C, atteinte le 24 août 2023 ; la température minimale est de −18,9 °C, atteinte le 20 décembre 2009,,. 
Les paramètres climatiques de la commune ont été estimés pour le milieu du siècle (2041-2070) selon différents scénarios d'émission de gaz à effet de serre à partir des nouvelles projections climatiques de référence DRIAS-2020. Ils sont consultables sur un site dédié publié par Météo-France en novembre 2022.

## Urbanisme

### Typologie
Au 1er janvier 2024, Lemuy est catégorisée commune rurale à habitat dispersé, selon la nouvelle grille communale de densité à sept niveaux définie par l'Insee en 2022.
Elle est située hors unité urbaine. Par ailleurs la commune fait partie de l'aire d'attraction de Champagnole, dont elle est une commune de la couronne,. Cette aire, qui regroupe 43 communes, est catégorisée dans les aires de moins de 50 000 habitants,.

### Occupation des sols
L'occupation des sols de la commune, telle qu'elle ressort de la base de données européenne d’occupation biophysique des sols Corine Land Cover (CLC), est marquée par l'importance des forêts et milieux semi-naturels (54,8 % en 2018), une proportion identique à celle de 1990 (54,8 %). La répartition détaillée en 2018 est la suivante : 
forêts (53,5 %), prairies (29,1 %), zones agricoles hétérogènes (12 %), terres arables (2,2 %), zones urbanisées (1,9 %), milieux à végétation arbustive et/ou herbacée (1,4 %). L'évolution de l’occupation des sols de la commune et de ses infrastructures peut être observée sur les différentes représentations cartographiques du territoire : la carte de Cassini (XVIIIe siècle), la carte d'état-major (1820-1866) et les cartes ou photos aériennes de l'IGN pour la période actuelle (1950 à aujourd'hui).

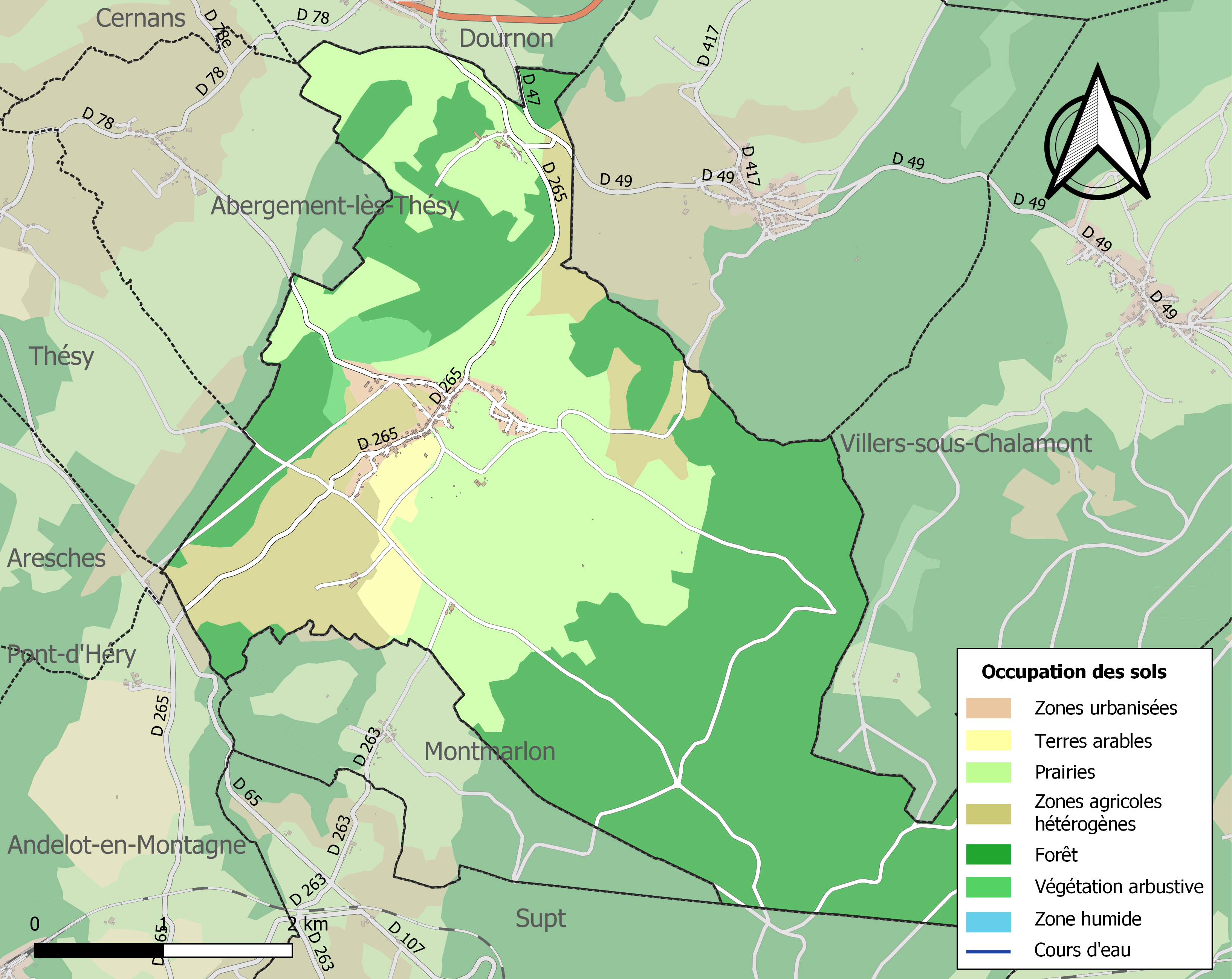
Carte des infrastructures et de l'occupation des sols de la commune en 2018 (CLC).

## Histoire
Le parachutage de Lemuy a été la plus importante opération du genre réalisée en France, le 9 septembre 1944. Le parachutage est souvent daté du 8 septembre 1944. Or, à la date du 8 septembre, il n’existe aucune opération de ce genre répertoriée dans le journal de marche par l’US Air Force.Le 3 septembre 1944, la veille de la Libération, le capitaine Foulke, officier de liaison US, organise une réunion secrète à Supt, commune voisine de Lemuy. À l’issue de la rencontre, il est décidé de tenter d’obtenir un parachutage massif d’armes pour équiper 8000 hommes (Résistants) , afin d’aider la 7ème armée franco-américaine .Le 9 septembre vers 9 h, une formation de B17 du 447th Bomb Group, forte de 72 appareils, décolle d’Angleterre, escortée par 33 avions de chasse Mustang et se dirige vers le Jura. Elle passe au-dessus de Dijon, atteint Dole vers 11 h (le jour de la Libération de la ville), en perdant progressivement de l’altitude pour larguer 200 tonnes d’armement, de munitions et d’habillement, répartis dans 800 conteneurs, destinés à équiper les Résistants volontaires pour continuer la lutte contre le Reich dans le cadre d’unités régulières. Cette mission porte le n° 613 dans le journal de la 8ème Air Force avec le nom de code “Grassy”. Elle s’effectue à Lemuy. 

## Origine du nom «Rotz-Gaillard»
LEMUY tire son nom de la source de Fontaine-Mare qui jaillit au milieu d'un bassin circulaire en forme de tonneau, de muid. Le mot celtique muid parait être la racine de celui de LEMUY. (D'après le  professeur royal Bullet dans ses mémoires sur la langue celtique en 1754). Les orthographes anciennes auraient été : LIMOICUM, LIMOY, LEMUOY, LYMUYS, LEMUIS, LE MUID, LE MUY et enfin LEMUY.
Le gentilé quant à lui viendrait d'une ancienne coutume des habitants du village. Autrefois, ces derniers avaient l'habitude de jeter les animaux morts au lieu-dit de la Roche-Gailla (face à l'oratoire Saint-Claude). Le jour de la fête patronale ils tuaient une « gaille », c'est-à-dire un vieux cheval. Ainsi ils avaient beaucoup de viande pour un moindre coût. De plus, les gens des villages alentour leur donnaient la réputation d'amateur de ce genre de viande au goût très prononcé et surtout de lard. Lorsqu'ils se rendaient à la fête de Lemuy, ils disaient « On vo metzi du lâ » (On va manger du lard). Les habitants de Lemuy disaient eux-mêmes : « Tous tschas sont tschas, mâ vive oncou lou lâ » (Toutes chairs sont chairs, mais vive encore le lard).

## Politique et administration
| Période    | Période   | Identité         | Étiquette | Qualité |
| ---------- | --------- | ---------------- | --------- | ------- |
| avant 1981 | ?         | Charles Vandelle | DVG       |         |
| mars 2001  | mars 2008 | Serge Roulle     |           |         |
| mars 2008  | 2020      | Jean-Luc Brocard | SE        | Employé |
| 2020       | En cours  | Damien Castella  |           |         |

## Démographie
L'évolution du nombre d'habitants est connue à travers les recensements de la population effectués dans la commune depuis 1793. Pour les communes de moins de 10 000 habitants, une enquête de recensement portant sur toute la population est réalisée tous les cinq ans, les populations de référence des années intermédiaires étant quant à elles estimées par interpolation ou extrapolation. Pour la commune, le premier recensement exhaustif entrant dans le cadre du nouveau dispositif a été réalisé en 2004.

En 2022, la commune comptait 239 habitants, en évolution de +0,84 % par rapport à 2016 (Jura : −0,81 %, France hors Mayotte : +2,11 %).
| 1793 | 1800 | 1806 | 1821 | 1831 | 1836 | 1841 | 1846 | 1851 |
| ---- | ---- | ---- | ---- | ---- | ---- | ---- | ---- | ---- |
| 501  | 446  | 574  | 598  | 574  | 609  | 619  | 591  | 605  |

| 1856 | 1861 | 1866 | 1872 | 1876 | 1881 | 1886 | 1891 | 1896 |
| ---- | ---- | ---- | ---- | ---- | ---- | ---- | ---- | ---- |
| 495  | 485  | 478  | 436  | 450  | 437  | 419  | 412  | 407  |

| 1901 | 1906 | 1911 | 1921 | 1926 | 1931 | 1936 | 1946 | 1954 |
| ---- | ---- | ---- | ---- | ---- | ---- | ---- | ---- | ---- |
| 405  | 376  | 361  | 323  | 317  | 351  | 344  | 309  | 313  |

| 1962 | 1968 | 1975 | 1982 | 1990 | 1999 | 2004 | 2006 | 2009 |
| ---- | ---- | ---- | ---- | ---- | ---- | ---- | ---- | ---- |
| 288  | 273  | 294  | 306  | 291  | 264  | 252  | 248  | 240  |

| 2014 | 2019 | 2022 | - | - | - | - | - | - |
| ---- | ---- | ---- | - | - | - | - | - | - |
| 234  | 240  | 239  | - | - | - | - | - | - |

## Personnalités liées à la commune
- Guillaume de Pontamougeard (1628-1689), militaire et diplomate comtois, seigneur de Lemuy

## Galerie

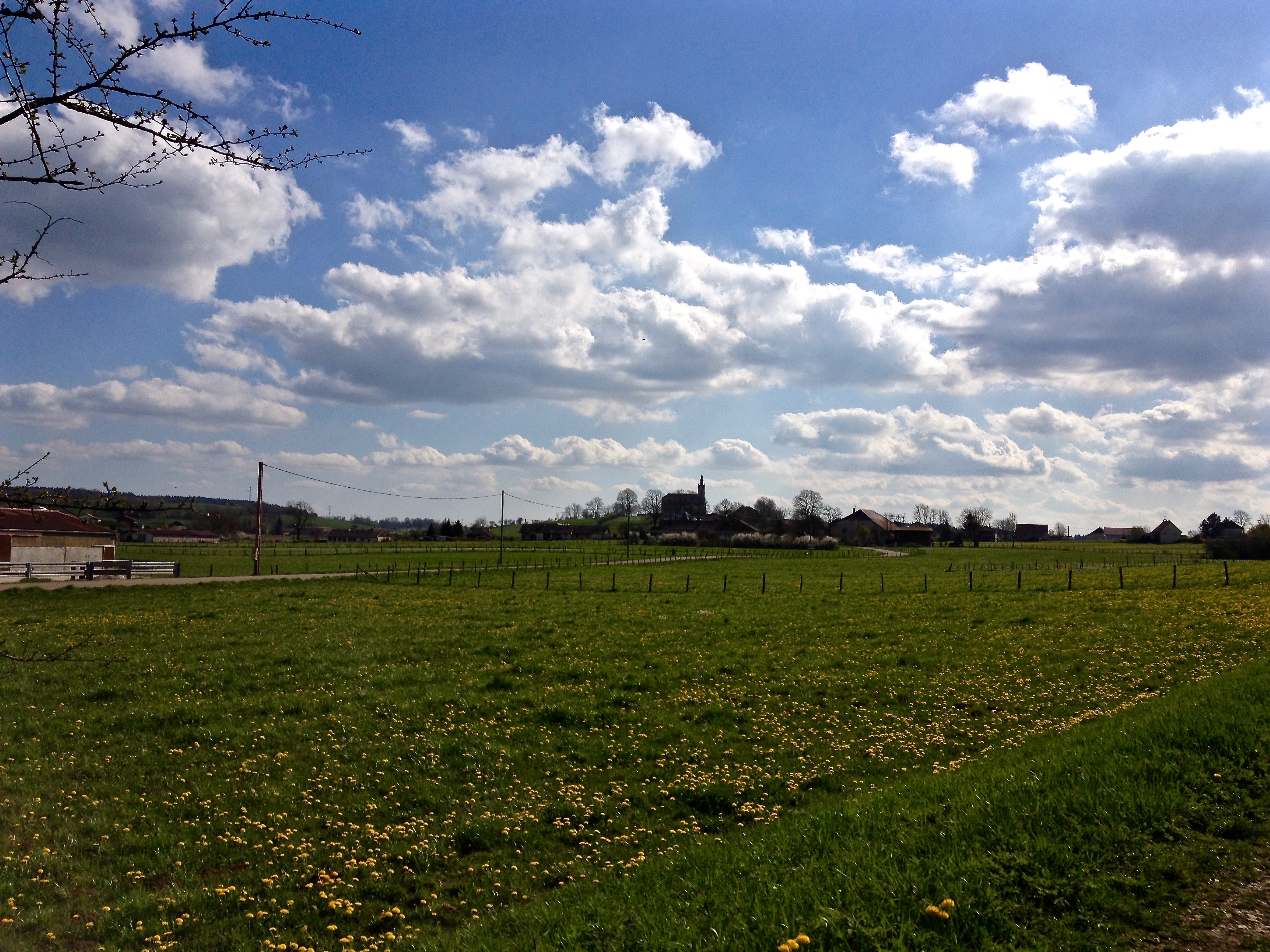
Depuis l'ancien chemin de fer.
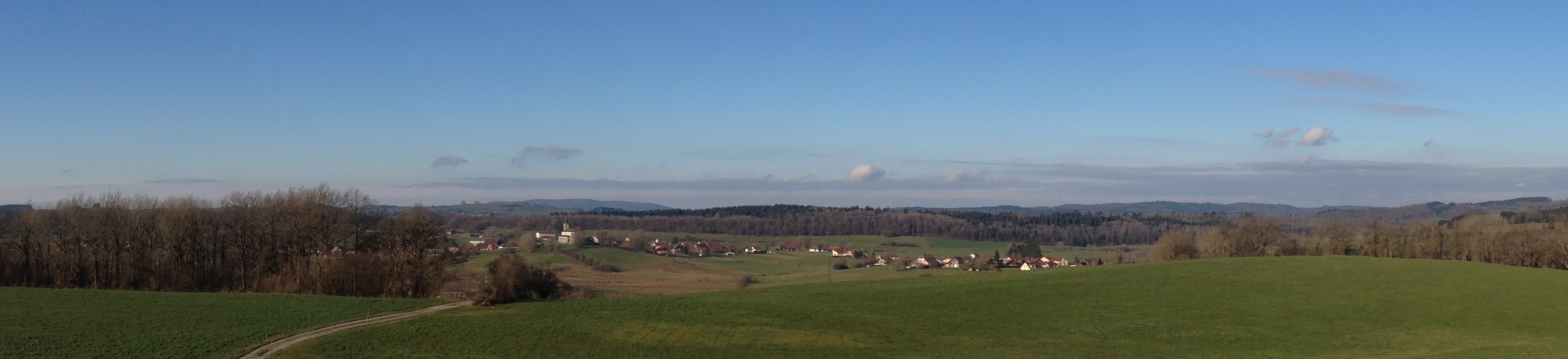
Vue de Lemuy depuis la citerne du village, en hiver.

## Sources